# Saad Mohseni

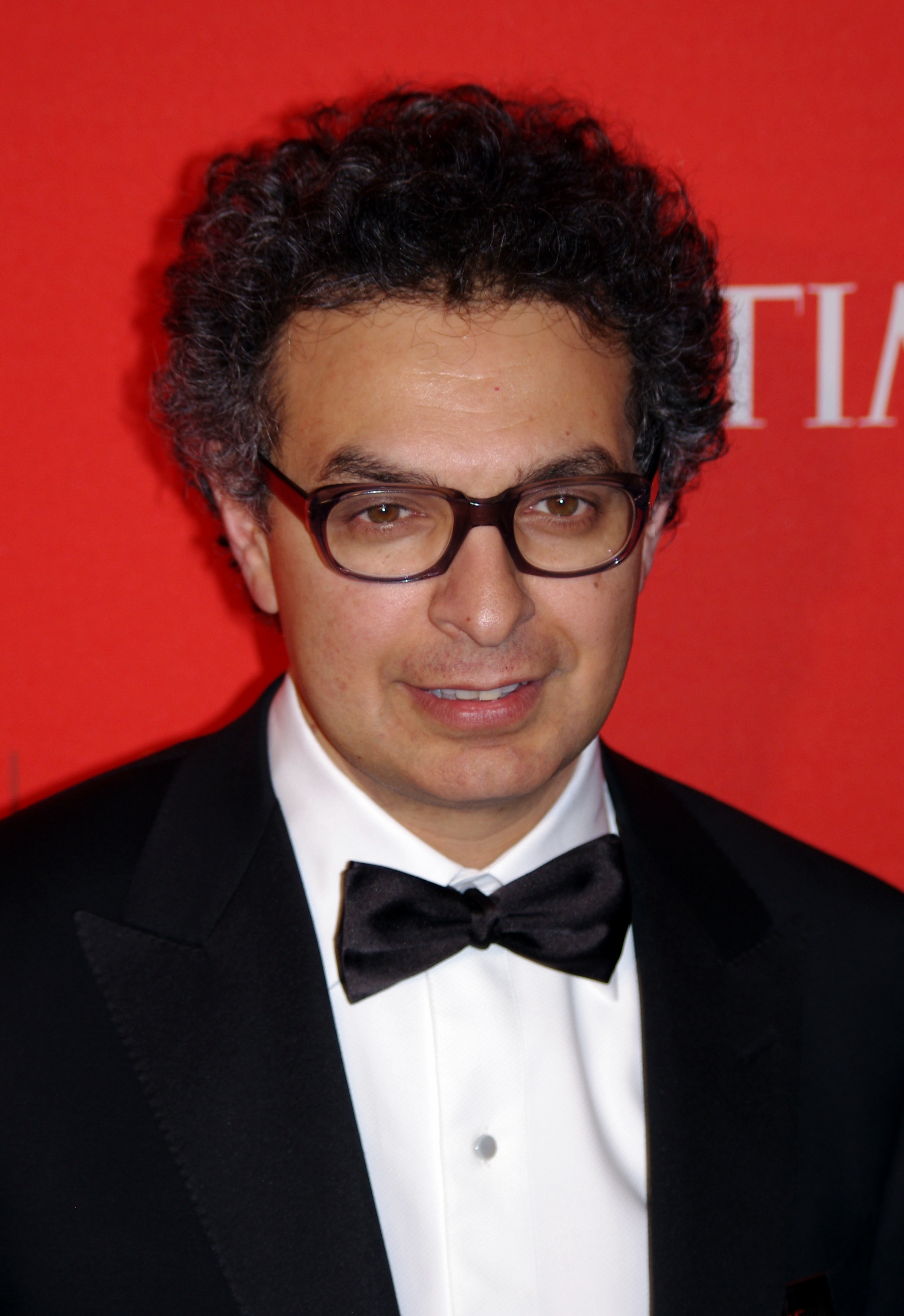
Saad Mohseni (2011)

Saad Mohseni (* 23. April 1966) ist ein afghanisch-australischer Unternehmer. Er ist der Vorsitzende der Moby Group, des größten Medienunternehmens Afghanistans.
Mohseni gründete das Unternehmen mit einem Kapital von 500.000 Dollar, von dem das meiste von der United States Agency for International Development (USAID) kam.